# Luck Point
Der Luck Point (englisch für Glückslandspitze) ist eine Landspitze an der Westseite der Einfahrt zum Sea Leopard Fjord in der Bay of Isles an der Nordküste Südgeorgiens.
Die Benennung geht wahrscheinlich auf Wissenschaftler der britischen Discovery Investigations zurück, die von 1929 bis 1930 geodätische Vermessungen des Gebiets um die Landspitze vornahmen.